# Gunnar Graarud (Sänger)
Gunnar Graarud (1. Juni 1886 in Holmestrand – 6. Dezember 1960 in Stuttgart) war ein norwegischer Opernsänger der Stimmlage Tenor und später Gesangslehrer. Er sang bei den Bayreuther und den Salzburger Festspielen und war Ensemblemitglied der Wiener Staatsoper.

## Leben und Werk
Graarud war der Sohn des Arztes und Storting-Abgeordneten Gunnar Magnus Kjølstad Graarud (1857–1932) und der Karen Hedevig Nicolava Gran (1857–1925). Seine ältere Schwester Sigrid verstarb im Kindesalter, sein jüngerer Bruder Finn im Alter von 24 Jahren. Auf Wunsch der Eltern entschied er sich – trotz frühem Interesse an Musik und Theater – für ein technisches Studium und ging dafür 1903 nach Karlsruhe, wo er an der Technischen Hochschule inskribierte. Seinen Abschluss erlangte er im Jahre 1913 und konnte sich danach, finanziell unterstützt vom Vater, der Ausbildung seiner Stimme widmen. Unter anderem studierte er bei Fred Husler und Kurt von Zawilowski in Berlin, seine wichtigste Lehrerin jedoch war die Stimmpädagogin Anna Elisabeth von Gorkom, geb. Riesterer (geb. am 9. März 1875), Tochter eines Baumeisters.
1917 gab er erstmals ein Konzert, er sang für deutsche Soldaten der Westfront. Auf der Bühne debütierte er im Jahre 1918 am Pfalztheater von Kaiserslautern. Am 30. Oktober 1919 ehelichte er seine elf Jahre ältere Lehrerin. Den Winter 1919/20 verbrachte er in Norwegen, wo er unter anderem in Oslo ein Konzert gab. Danach war er ab 1920 jeweils zwei Spielzeiten lang am Nationaltheater Mannheim und an der Berliner Volksoper engagiert. Im Jahre 1924 übernahm er bei den Händel-Festspielen in Göttingen die Titelpartie in der Händel-Oper Xerxes. 1925 ging er an das Deutsche Opernhaus in Berlin, 1926 ans Hamburger Stadt-Theater. An all diesen Stationen konnte er sich ein breites Repertoire mit dem Schwerpunkt Heldentenor erarbeiten, welches vom Barock bis in die Gegenwart reichte. Er hatte 45 Opernpartien und 44 Konzertstücke in seinem Repertoire.
Den Höhepunkt seiner Sängerlaufbahn stellte das Jahr 1927 dar: Er debütierte bei den Bayreuther Festspielen, wirkte in Hamburg an der Uraufführung von Erich Wolfgang Korngolds Das Wunder der Heliane und Ottorino Respighis Versunkener Glocke (nach Gerhart Hauptmanns gleichnamigem Drama) mit und trat erstmals an der Wiener Staatsoper auf – in der Titelpartie des Parsifal.

### Bayreuther Festspiele
Nach Bayreuth wurde er als Tristan verpflichtet – in der erst zweiten Neuinszenierung von Tristan und Isolde der Wagner-Festspiele überhaupt. Seine Partnerin als Isolde war Emmy Krüger, es inszenierte Wagners Sohn Siegfried Wagner, es dirigierte Karl Elmendorff. Graarud sang den Tristan im Folgejahr erneut in Bayreuth und erstmals an der Grand Opéra in Paris. Dort stellte er sich auch erfolgreich als Siegmund in der Walküre vor. Die Bayreuther Inszenierung von Tristan und Isolde wurde auch aufgezeichnet, Graarud wurde derart der erste Tristan der Schallplatten-Geschichte.
1930 kehrte er nach Bayreuth zurück und übernahm die Titelpartie im Parsifal sowie Siegmund und Siegfried im Ring des Nibelungen. Im Jahre 1931 war er erneut als Parsifal und Siegmund Gast der Wagner-Festspiele.

### Wiener Staatsoper
Am 11. Juni 1928 sang Graarud den Menelas in der Wiener Erstaufführung der Ägyptischen Helena von Hugo von Hofmannsthal und Richard Strauss. Seine Partnerin war die legendäre Maria Jeritza, es dirigierte der Komponist. Er wurde Ensemblemitglied der Wiener Staatsoper und sang dort 26-mal den Parsifal, 15-mal den Herodes und jeweils 12-mal den Aegisth und Menelas sowie 11-mal den Tambourmajor in Bergs Wozzeck sowie eine Reihe weiterer Partien.
1931 gab er „glanzvolle Wagner-Konzerte in Paris und Brüssel“. 1932 sang er den Tristan an der Opéra de Monaco und in Oslo, dort mit Nanny Larsén-Todsen, dann mit Kirsten Flagstad als Isolde. Bei den Salzburger Festspielen gab er 1934 den Aegisth in der Elektra von Hugo von Hofmannsthal und Richard Strauss, 1936 die Titelpartie im Corregidor von Rosa Mayreder und Hugo Wolf. Im Januar 1937 gastierte er als Herodes an der Royal Opera Covent Garden in London, Herodias war die aus Deutschland vertriebene Sabine Kalter, es dirigierte der NS-affine Hans Knappertsbusch. Er trat auch in den Königlichen Opernhäusern von Stockholm und Kopenhagen auf sowie in der Oper von Amsterdam.
Graarud wurde zum österreichischen Kammersänger ernannt und wirkte nach Beendigung seiner Bühnenkarriere als Gesangslehrer. Zu seinen bekanntesten Schülern zählte der Bass Otto Edelmann.

### Politische Position
Graarud war ein Anhänger des Nationalsozialismus und verbreitete dessen Gedankengut auf Vortragsreisen in Deutschland und Norwegen. Unmittelbar nach der Annexion Österreichs durch Hitler-Deutschland im März 1938 wurden alle jüdischen Lehrkräfte der Staatsakademie für Musik und darstellende Kunst entlassen und die Institution in eine Reichshochschule für Musik umgewandelt. Graarud wurde im März 1938 dort zum Professor für Gesang bestellt, an Stelle eines entlassenen Juden.
Laut Norsk biografisk leksikon war Graarud in der Auslandsorganisation der NSDAP als Gruppenleiter tätig. In einem Interview mit der norwegischen Zeitung Aftenposten im Jahre 1942 teilte er mit, dass er sich der Waffen-SS zur Verfügung gestellt habe. 1944 überreichte er in offizieller Mission seinem Landsmann Olaf Gulbransson den Nationalen Kulturpreis. Er soll in den letzten Kriegstagen dem Volkssturm angehört haben. Nach dem Untergang des NS-Regimes verlor er seine Professur in Wien. Es gelang ihm nach 1945 nicht mehr, obwohl beabsichtigt, in Norwegen aufzutreten.
Er starb in Stuttgart, wurde aber in seinem Geburtsort bestattet.

## Rollen (Auswahl)

### Ur- und Erstaufführungen
- 1927 Schwertrichter in Korngolds Das Wunder der Heliane (U, 7. Oktober) – Hamburger Stadt-Theater
- 1928 Sisera in Pizzettis Debora e Jaele (DE) – Hamburger Stadt-Theater

### Repertoire
Beethoven:
- Florestan im Fidelio

Berg:
- Tambourmajor in Wozzeck

Busoni:
- Herzog von Parma in Doktor Faust

d’Albert:
- Pedro in Tiefland

Gluck:
- Pylades in Iphigenie auf Tauris

Händel:
- Titelpartie in Xerxes

Janáček:
- Tichon in Katja Kabanowa

Kienzl:
- Matthias im Evangelimann

Korngold:
- Paul in Die tote Stadt

Krenek:
- Max in Jonny spielt auf

Pfitzner:
- Titelpartie in Palestrina

Puccini:
- Altoum in Turandot

Saint-Saëns:
- Samson in Samson und Dalila

Richard Strauss:
- Herodes in Salome
- Aegisth in Elektra
- Menelas in Die ägyptische Helena

Wagner:
- Erik in Der fliegende Holländer
- Tristan in Tristan und Isolde
- Froh in Das Rheingold
- Siegmund in Die Walküre
- Titelpartie in Siegfried
- Siegfried in Götterdämmerung
- Titelpartie in Parsifal

Wolf:
- Titelpartie in Der Corregidor

## Tondokumente
- Wagner: Tristan und Isolde, mit Nanny Larsen-Todsen (Isolde) und Gunnar Graarud (Tristan); Chor und Orchester der Bayreuther Festspiele, Dirigent: Karl Elmendorff, 1928[5] (dies war die erste Tristan und Isolde-Aufnahme der Schallplattengeschichte)

Schallplattenaufnahmen des Sängers erschienen auf Polydor, Odeon, Parlophon und Columbia. In Archivaufnahmen der Wiener Oper sang er – auf Koch Records – den Herodes in Salome, den Froh im Rheingold und den Parsifal in Ausschnitten dieser Opern.